# Irene Fischer
Pour les articles homonymes, voir Fischer.
Irene Fischer, née Irene Kaminka le 27 juillet 1907 à Vienne et morte le 22 octobre 2009 à Boston, est une mathématicienne et géodésienne austro-américaine. Pendant l'âge d'or du projet Mercury et de la mission lunaire Apollo, Fischer est devenue l'une des deux femmes scientifiques de renommée internationale dans le domaine de la géodésie. Elle joue un rôle déterminant dans la mise en place du système géodésique mondial (norme utilisée notamment par les GPS). Son datum Mercury (ou ellipsoïde de Fischer 1960 et 1968),, ainsi que ses travaux sur la parallaxe lunaire, jouent un rôle déterminant dans la conduite de ces missions. Dans sa préface à la publication de l'American Congress on Surveying and Mapping, l'ancien collègue de Fischer, Bernard Chovitz, l'a qualifiée d'une des géodésiennes les plus renommées du troisième quart du XXe siècle.

## Biographie
Irene Kaminka naît à Vienne en Autriche dans une famille juive aux activités sociales et culturelles très dynamiques. Elle étudie la géométrie descriptive et projective à l'Université technique de Vienne et les mathématiques à l'Université de Vienne. Ses professeurs Moritz Schlick et Hans Hahn comptent parmi les personnalités en vue du Cercle de Vienne. Ses camarades de classe sont le physicien Victor Weisskopf, le sociologue Paul Lazarsfeld et la psychologue sociale Marie Jahoda.
En 1931, elle épouse l'historien et géographe Eric Fischer. La famille Fischer dirige la Vienna Israelitische Kinderbewahranstalt, fondée en 1843, et crée la première école professionnelle de maternelle et de formation des enseignants de maternelle à Vienne. Ce lieu devient plus tard un refuge pour les immigrants d'Europe de l'Est à Vienne.

## Carrière
En 1939 les Fischer fuient l'Autriche nazie avec leur jeune fille Gay. Ils voyagent par chemin de fer vers l'Italie, par bateau vers la Palestine puis en 1941 autour de l'Afrique de l'Est et du Cap de Bonne-Espérance avant de parvenir à Boston. Ils y vivent avec la sœur, la mère et le beau-frère d'Eric Fischer, le physicien Otto Ehrentheil. À la recherche d'un emploi, Fischer travaille comme assistante couturière, puis elle corrige des copies pour Wassily Leontief à Harvard et pour Norbert Wiener au Massachusetts Institute of Technology (MIT). Elle travaille aussi sur des trajectoires de géométrie projective stéréoscopique pour John Rule, toujours au MIT. Elle enseigne les mathématiques à la Brown and Nichols Preparatory School à Cambridge, puis à Sidwell Friends à Washington.
Après la Seconde Guerre mondiale, une fois que son fils Michael, né en 1946, est scolarisé, elle trouve un emploi au Army Map Service (Agence nationale de renseignement géospatial et le Centre géospatial de l'armée à Potomac, dans le Maryland). Au tout début de sa carrière en mathématiques et en géodésie, Fischer apprend rapidement par elle-même les bases des tables géodésiques, des systèmes de référence, étudie la gravité, l'astronomie, la triangulation des fusées éclairantes et de la balistique des missiles guidés. Elle travaille sous la direction de John A. O'Keefe dans la branche de géodésie et gravit les échelons jusqu'à en devenir la cheffe.
En vingt-cinq ans de carrière à l'AMS, elle est connue notamment pour son travail sur le système géodésique mondial de 1960, norme utilisée en cartographie et par les GPS. Elle fait également la révision de l'ellipsoïde international en 1956, l'affinement de l'ellipsoïde de référence de la NASA pour le suivi des satellites, la création du datum sud-américain de 1969, la réconciliation du nivellement océanographique avec le nivellement géodésique et la construction de zones de calibrage océaniques pour l'altimétrie par satellite.
Ses mises à jour de la science géodésique aident à déterminer la parallaxe de la Lune. Irene Fischer s'est également intéressée aux recherches sur le soulèvement postglaciaire. Ses études sur le géoïde vont de pair avec des recherches sur les effets persistants de la dernière période glaciaire.
Fischer n'était pas d'accord avec le chiffre établi pour l'aplatissement de la Terre (la fraction par laquelle l'axe polaire est raccourci par le rayon équatorial), resté incontesté depuis 1924. Il lui est interdit d'utiliser ses propres chiffres actualisés dans ses travaux : ce résultat était en désaccord avec les études reconnues à l'époque. Cependant, après les vols des premiers satellites, les données et les observations des instruments lui ont donné raison. Elle est alors autorisée à modifier ses travaux antérieurs avec ses nouveaux chiffres. En commentant le manque de confiance des autres dans ses recherches, Irene Fischer plaisante de bon cœur en indiquant que les satellites n'avaient pas non plus accepté la littérature reconnue.
Fischer écrit plus de 120 rapports techniques, articles et livres dans ses domaines d'expertise. Bon nombre de ses rapports gouvernementaux importants sont encore classés aujourd'hui. Elle publie en 1965 un manuel de géométrie de lycée, un de ses nombreux investissements en tant qu'enseignante.
Après sa retraite en 1975, elle écrit un récit de sa carrière scientifique, d'abord publié en feuilleton dans l'ACSM Bulletin (une publication officielle de l'American Congress on Surveying and Mapping). « Geodesy ? Qu'est-ce que c'est ? Mon implication personnelle dans la quête séculaire de la taille et de la forme de la Terre, avec un commentaire en cours sur la vie dans un bureau de recherche du gouvernement couvre le domaine de la géodésie dans les années 1951-1975. Il aborde le travail d'une scientifique dans une bureaucratie gouvernementale essentiellement composée d'hommes. Il est publié sous forme de livre en 2005.

## Hommages et distinctions
Pionnière à une époque où, en 1967, il y avait peu de femmes dans l'arpentage, Fischer est la première employée du Army Map Service, et seulement la troisième femme à recevoir le Distinguished Civilian Service Award.
Dans sa préface à la publication de l'American Congress on Surveying and Mapping, l'ancien collègue de Fischer, Bernard Chovitz, l'a qualifiée d'une des géodésiennes les plus renommées du troisième quart du XXe siècle . Toutefois, le troisième quart du vingtième siècle ayant été témoin de « la transition de la géodésie d'une entreprise régionale à une entreprise mondiale », cela fait d'elle, toujours selon Chovitz, l'une des géodésiennes les plus renommées de tous les temps.
Fischer est internationalement connue pour ses nombreuses publications et présentations sur la taille et la forme de la terre, y compris par le manuel du ministère de la Défense, Latitude Functions Fischer 1960 Ellipsoid.
Récompensée par de nombreux prix de service du gouvernement fédéral, Fischer est docteur honorus causa de l'Institut de technologie de Karlsruhe. Elle est élue à l'Académie nationale d'ingénierie des États-Unis et élue membre de l'Union américaine de géophysique en étant intronisée au hall de la célébrité du National Imagery and Mapping Agency (NIMA).
Le centre d'apprentissage du nouveau campus de la National Geospatial Intelligence Agency est nommé en son honneur.

## Vie privée
Avec sa famille, elle est très active pendant de nombreuses années au Temple Israël à Silver Spring, dans le Maryland, où elle enseigne un cours d'hébreu de base aux adultes. Elle est membre actif d'un chavura (groupe de discussion) pendant quarante ans. Lorsqu'elle déménage à Rockville, elle rejoint la Congrégation Beth Israel et a donné une série de conférences d'archéologie biblique à la mémoire de son mari au Rockville Jewish Community Center. En Israël, où vivent de nombreux membres de sa famille, elle et son mari ont accordé des bourses à un collège technique.

## Principales publications
- (en) I.K. Fischer, Geodesy? What's That?: My Personal Involvement in the Age-old Quest for the Size and Shape of the Earth with a Running Commentary on Life in a Government Research Office, iUniverse, 2005 (ISBN 978-0-595-36399-5, lire en ligne)
- Fischer, Irene. The Development of the South American Datum 1969 (70-290). 1970. Papers from the 30th annual meeting [of the] American congress on surveying and mapping, ...1970.
- Fischer, Irene. 1959. "The Impact of the Ice Age on the Present Form of the Geoid". Journal of Geophysical Research. 64 (1): 85-87.
- Kaula, W. M. and Irene Fischer. 1959. US Army World Geodetic System 1959, Part I, Methods. Army Map Service Technical Reports 27. November 1959.
- Fischer, Irene. 1959. "A Tentative World Datum from Geoidal Heights Based on the Hough Ellipsoid and the Columbus Geoid". Journal of Geophysical Research. 64 (1): 73-84.
- Fischer, Irene K. 1981. "At the dawn of geodesy." Bulletin Géodésique, 1981, Volume 55, Number 2, Page 13
- Fischer, Irene. 1979. "The Effect of the Mid‐Atlantic Ridge in Terms of Gravity Anomalies, Geoidal Undulations, and Deflections of the Vertical". Marine Geodesy. 2, no. 3: 215-237.
- Fischer, Irene. 1977. "Mean Sea Level and the Marine Geoid—an Analysis of Concepts". Marine Geodesy. 1, no. 1: 37-59.